# Hedaya Wahba
Pour les articles homonymes, voir Wahba.
Hedaya Ahmad Malak Wahba  est une taekwondoïste égyptienne née le 21 avril 1993 à Azusa (Californie) . Elle a remporté une médaille de bronze en moins de 57 kg aux Jeux olympiques d'été de 2016 et en moins de 67 kg aux Jeux olympiques d'été de 2020.
Elle est nommée porte-drapeau pour l'Égypte lors de la cérémonie d'ouverture des Jeux olympiques d'été de 2020.

## Palmarès

### Jeux olympiques
- Médaille de bronze des moins de 67 kg aux Jeux olympiques d'été de Tokyo 2020, au Japon
- Médaille de bronze des moins de 57 kg aux Jeux olympiques de Rio de Janeiro 2016, au Brésil

### Championnats d'Afrique
- Médaille d'or des moins de 57 kg aux Championnats d'Afrique de taekwondo 2016 à Port-Saïd, en Égypte[3]
- Médaille d'argent des plus de 73 kg aux Championnats d'Afrique de taekwondo 2018 à Agadir, au Maroc
- Médaille d'argent des moins de 57 kg aux Championnats d'Afrique de taekwondo 2014 à Tunis, en Tunisie
- Médaille de bronze des moins de 67 kg aux Championnats d'Afrique de taekwondo 2021 à Dakar, au Sénégal

### Jeux africains
- Médaille d'or des moins de 57 kg aux Jeux africains de 2011 à Maputo, au Mozambique
- Médaille d'or des moins de 67 kg aux Jeux africains de 2019 à Rabat, au Maroc
- Médaille d'argent des moins de 57 kg aux Jeux africains de 2015 à Brazzaville, en République du Congo

### Jeux mondiaux militaires
- Médaille d'or des moins de 57 kg aux Jeux mondiaux militaires d'été de 2015 à Mungyeong, en Corée du Sud
- Médaille de bronze des moins de 67 kg aux Jeux mondiaux militaires d'été de 2019 à Wuhan, en Chine

### Championnats du Monde universitaires
- Médaille d'or des moins de 57 kg aux Championnats du monde universitaires de taekwondo 2012 à Pocheon, en Corée du Sud

### Jeux méditerranéens
- Médaille de bronze des moins de 67 kg aux Jeux méditerranéens de 2018 à Tarragone.